# Freeway - No Exit
Freeway - No Exit (Freeway) è un film drammatico del 1996 diretto da Matthew Bright.

## Trama
Vanessa Lutz è una povera ragazza analfabeta che vive a sud di Los Angeles. Sua madre, Ramona, viene arrestata per prostituzione, e il suo patrigno, Larry, viene preso in custodia con l'accusa di uso di droga e pedofilia. L'assistente sociale, la signora Sheets, deve portare via Vanessa, ma lei riesce ad ammanettarla per la caviglia a un letto, e a fuggire via. Prende la macchina malandata dei suoi genitori e progetta di andare da sua nonna a Stockton. Lungo la strada, Vanessa si ferma a vedere il suo fidanzato Chopper Wood, un membro della banda locale, per raccontargli del suo viaggio e lui le dà una pistola da vendere appena arriva a destinazione. Alcuni minuti dopo la partenza di Vanessa, Chopper viene ucciso in un conflitto a fuoco con alcuni membri della banda rivale. Più tardi, Bob Wolverton, consigliere di una scuola per ragazzi con problemi emotivi, la trova per strada con la sua auto guasta, la prende a bordo e le offre di portarla fino a Los Angeles, dove lui è diretto.
Nel lungo viaggio, Vanessa arriva a fidarsi di Bob, e gli confessa i dettagli della sua vita dolorosamente catastrofica, e anche di essere stata sessualmente abusata dal suo patrigno. Più tardi Bob lascia intendere a Vanessa di essere un serial killer di ragazzine, già noto alla stampa. Lui vorrebbe uccidere anche Vanessa quando lei si rifiuta di abbandonarsi a lui. Infine la ragazza riesce a prendere la sua pistola dal sedile posteriore e gli spara più volte prima di scappare. Sicura di essersi liberata definitivamente da quell'assassino, va in un ristorante dove, molto sporca di sangue, attira l'attenzione di tutti i presenti.
Bob non è morto e si reca in ospedale dove due ispettori lo interrogano. Vanessa viene arrestata. Bob ha ferite da proiettile che lo hanno lasciato gravemente handicappato e sfigurato. Riesce a riconoscere la ragazza in una foto mostrata dalla polizia mentre è quasi incapace di parlare a causa delle ferite. La moglie di Bob, arrivata in ospedale, ignara della doppia vita del marito, chiede una ferma condanna della ragazza, ritenuta un mostro di crudeltà e criminalità.
La ragazza viene interrogata da due investigatori della polizia, Mike Breer e Garnet Wallace, che non credono ai suoi racconti, anche se lei insiste che Bob abbia ammesso i suoi crimini e abbia cercato di ucciderla. Vanessa è una veterana delle case giovanili e degli affidamenti familiari. L'interrogatorio termina con l'aggressione di lei ad uno dei due ispettori.
Ne segue il processo, e Vanessa finisce in prigione dove fa amicizia con una lesbica dipendente da eroina chiamata Rhonda. Bob e sua moglie invece, vengono trattati come vittime della efferata criminale minorenne e raccolgono la solidarietà di tutti gli spettatori della emissione tv che racconta la loro drammatica storia di eroi-vittime.
Vanessa complotta di scappare di prigione per andare a cercare sua nonna. Ha imparato dal suo patrigno come fare un coltello grezzo da uno spazzolino da denti. In prigione fa amicizia anche con una brutale leader di una banda ispanica chiamata Mesquita, condannata per omicidio. Queste due, scortate dalle guardie carcerarie in una nuova prigione, scappano, grazie a Mesquita che uccide una guardia. Vanessa e Mesquita si separano poi ognuna per la propria strada.
Quando Breer e Wallace riesaminano le prove, scoprono che Vanessa aveva detto la verità. Perquisiscono la casa di Bob e lì trovano materiale pedopornografico e resti umani in un magazzino. Inorridita, la moglie di Bob corre di sopra e si suicida. Bob, rientrando da una terapia riabilitativa, trova la polizia a casa sua e fugge. Vanessa, per continuare il suo viaggio, ha bisogno di denaro e di un'auto, per cui finge di prostituirsi sulla strada. Ruba una macchina ad un "cliente" pervertito, conscio che lei è minorenne, e guida verso la casa della nonna.
Bob trova l'indirizzo della nonna di Vanessa, cioè in un parco di roulotte, su una foto della vecchia che Vanessa gli aveva mostrato. Quando Vanessa arriva lì, trova Bob a letto con la camicia e il berretto da notte di sua nonna, e con le coperte tirate fino al naso. Bob si rivela a Vanessa la quale vede il corpo senza vita di sua nonna sul pavimento. Entra un vicino che subito viene sparato da Bob. Ne segue una lotta con molti spari, che finisce con Vanessa che strangola Bob. Breer e Wallace arrivano, sentono gli spari ed entrano in casa, dove trovano i corpi di Bob e della nonna di Vanessa, e così hanno la conferma dei loro dubbi. Fuori, Vanessa siede finalmente tranquilla, e quando alza lo sguardo, vede i due detective e chiede semplicemente se hanno una sigaretta. Loro sorridono e Vanessa risponde loro con un gran sorriso rilassato.